# Heinrich Hölscher
Heinrich Hölscher (* 11. April 1875 in Wellingholzhausen, Provinz Hannover; † 3. Dezember 1945 in Berlin) war ein deutscher Jurist und Politiker. Nach dem Preußenschlag 1932 amtierte er bis März 1933 in der kommissarischen Regierung für Preußen.

## Leben und Beruf
Hölscher studierte Rechtswissenschaften. Er war Mitglied der katholischen Studentenverbindung KStV Thuringia Marburg und KStV Teutonia Leipzig im KV.
1898 trat er in den preußischen Justizdienst ein und arbeitete von 1906 an als Amtsrichter und Landrichter in Konitz, Westpreußen und später Hagen. 1917 wurde er zum Landgerichtsrat und 1919 zum Kammergerichtsrat befördert. Ab 1921 war Hölscher hauptamtliches Mitglied der Justizprüfungskommission im preußischen Justizministerium. Er wechselte 1923 als Ministerialrat mit der Verwendung Justizreferent ins preußische Finanzministerium und wurde 1925 Vizepräsident des Juristischen Landesprüfungsamtes. 1933 wurde er Nachfolger von Eduard Tigges als Präsident des Kammergerichts, des Oberlandesgerichts von Berlin. Er trat Ende Dezember 1942 in den Ruhestand und baute sich am Scharmützelsee in Brandenburg ein Eigenheim.
Die Frage, ob und inwieweit Hölscher Förderer und Nutznießer des NS-Systems gewesen ist, wurde nach 1945 unterschiedliche beurteilt. Während die Justiz der SBZ und der DDR ihn als wesentlichen Unterstützer des NS-Regimes ansah, auch wenn er nicht der NSDAP angehörte, geht Weichbrodt (2009) in seiner Aufarbeitung der NS-Geschichte des Kammergerichtes Berlin davon aus, dass Hölscher das Kammergericht "zwar in das nationalsozialistische Regime eingeordnet, es aber nicht darüber hinaus in besonderer Weise mit dessen Ungeist durchdrungen hat". Allerdings kamen z. B. nach Hölscher's Auffassung gerade für das zur Durchsetzung der NS-Rassenideologie und Eugenik wesentliche Erbgesundheitsgericht, Berlin, als richterlicher Mitglieder nur solche Beamte in Betracht, "die mit dem nationalsozialistischen Gedankengut durchaus vertraut und überzeugte Anhänger der Nationalsozialistischen Bewegung und des neuen Staates sind".
Hölscher, der seit 1945 in sowjetischer Haft als verschollen galt, wurde in Unkenntnis seines Schicksals am 7. März 1947 für tot erklärt. Nach anderer Quelle sollen er und seine Frau 1945 von eindringenden sowjetischen Truppen erschossen worden sein. Tatsächlich wurde Hölscher am 9. Oktober 1945 an seinem Wohnort in Bad Saarow verhaftet. Ihm sollte am 7. Dezember 1945 vor dem Sowjetischen Militärtribunal in Berlin der Prozess wegen seiner Tätigkeit als Kammergerichtspräsident gemacht werden. Wenige Tage vor Verfahrensbeginn starb Hölscher am 3. Dezember 1945 im Spezialgefängnis Nr. 6 des NKWD in Berlin-Lichtenberg.

## Partei
Hölscher war zunächst Mitglied der Zentrumspartei, aus der er später austrat.

## Öffentliche Ämter
Hölscher amtierte von 1927 bis 1932 als Staatssekretär im preußischen Justizministerium. Nach dem „Preußenschlag“ wurde er am 21. Juli 1932 zum Reichskommissar ernannt und übernahm die Leitung des Ministeriums. Am 23. März 1933 wurde er in dieser Funktion durch den Nationalsozialisten Hanns Kerrl abgelöst.